# 前622年
| 千纪： | 前1千纪 |
| 世纪： | 前8世纪 \| 前7世纪 \| 前6世纪 |
| 年代： | 前650年代 \| 前640年代 \| 前630年代 \| 前620年代 \| 前610年代 \| 前600年代 \| 前590年代                                                                                             |
| 年份： | 前627年 \| 前626年 \| 前625年 \| 前624年 \| 前623年 \| 前622年 \| 前621年 \| 前620年 \| 前619年 \| 前618年 \| 前617年                                                               |
| 纪年： | 周襄王三十年 魯文公五年 齊昭公十一年 晉襄公六年 秦穆公三十八年 宋成公十五年 楚穆王四年 衛成公十三年 陳共公十年 蔡庄侯二十四年 曹共公三十一年 郑穆公六年 燕襄公三十六年 杞桓公十五年 |

## 大事记
- 许昭公即位。
- 楚国把鄀国迁到钟祥。
- 楚灭六、蓼。
- 猶大王國君主約西亞在耶路撒冷聖殿發現律法書。

## 逝世
- 趙衰，生年不詳
- 许僖公，生年不详